# Mac OS X Snow Leopard
Mac OS X Snow Leopard (versione 10.6), noto anche come OS X Snow Leopard, è la settima versione di macOS, il sistema operativo desktop e server di Apple per computer Macintosh.
Snow Leopard è stato presentato pubblicamente l'8 giugno 2009 alla Worldwide Developers Conference di Apple, venendo distribuito il 28 agosto dello stesso anno. La sua distribuzione è avvenuta quasi due anni dopo il lancio del precedente Mac OS X Leopard, superando il periodo di attesa tra la commercializzazione di quest'ultimo e del suo predecessore Mac OS X Tiger.
Snow Leopard è stato sviluppato nella ricerca di un miglioramento delle prestazioni, una maggiore efficienza e l'ottimizzazione nell'utilizzo delle risorse, a differenza delle precedenti versioni che hanno introdotto novità e cambiamenti estetici. Apple difatti ha pubblicizzato Snow Leopard come se non avesse "nessuna nuova funzionalità". Il suo stesso nome suggerisce essere una versione aggiornata e perfezionata della versione precedente. Gran parte del software è stato ampiamente ricompilato per questa versione al fine di sfruttare appieno le moderne tecnologie hardware e software Macintosh (64 bit, Cocoa, ecc.). Sono poi stati creati nuovi framework di programmazione come OpenCL, che implementa il GPGPU. Compatibile soltanto con l'architettura x86, ha interrotto il supporto all'architettura PowerPC.
Snow Leopard è stato sostituito da Mac OS X Lion il 20 luglio 2011. Per diversi anni Apple ha comunque continuato a vendere Snow Leopard sul suo sito web per consentire agli utenti di poterlo installare per poterlo poi aggiornare alle successive edizioni. È stata inoltre l'ultima versione distribuita tramite disco ottico, le successive sono state distribuite tramite il Mac App Store introdotto con l'aggiornamento 10.6.6 del sistema operativo.
Snow Leopard è poi l'ultima versione a supportare l'instruction set IA-32 (con l'architettura Yonah, nella fattispecie le CPU Core Solo e Core Duo). Per questo motivo continuò ad essere utilizzato (insieme a OS X Lion) nonostante l'interruzione del supporto, anche poiché tramite Rosetta (installazione opzionale ed eliminato nelle versioni successive) è l'ultima edizione che consente di emulare programmi scritti per architettura PowerPC.
Snow Leopard è anche l'ultima versione ad essere dotata di un video di benvenuto, riprodotto al primo avvio e/o dopo l'installazione.

## Requisiti di sistema
I requisti minimi sono i seguenti:
- Macintosh con processore Intel (IA-32). I processori Yonah come il Core Solo e il Core Duo possono eseguire solo applicazioni a 32 bit; i processori con architettura x86-64 come Core 2 Duo, Core i5 e Core i7 sono anche in grado di eseguire applicazioni a 64 bit.
- 1 GB di RAM
- 5 GB di spazio libero sul disco rigido
- Unità DVD (accessibile anche tramite disco remoto) o unità DVD esterna USB o FireWire per l'installazione

Requisiti aggiuntivi per utilizzare determinate funzionalità:
- Il supporto all'accelerazione hardware H.264 di QuickTime richiede una scheda video NVIDIA GeForce 9400M, 320M o GT 330M
- OpenCL richiede una scheda video NVIDIA o ATI supportata.[11]

Snow Leopard interrompe il supporto all'architettura PowerPC dopo 12 anni, essendo supportata fin dall'uscita del System 7 nel 1997. L'installazione opzionale di Rosetta consente però di emulare le applicazioni scritte per questa piattaforma, è poi stata rimossa su Mac OS X Lion rendendo Snow Leopard l'ultima versione in grado di eseguire i suoi software.
Il mancato supporto dei processori PowerPC non rende quindi possibile eseguire l'aggiornamento software su tutti i Power Macintosh, PowerBook, iBook, iMac G4 e G5, eMac e sui Mac Mini antecedenti al febbraio 2006. Nel 2020 si è però scoperto che due versioni alfa di Snow Leopard, con opportune patch, possono essere eseguite anche su CPU PowerPC G4 e G5.

## Licenza
Snow Leopard è disponibile come aggiornamento per i Mac Intel. Sono disponibili licenze per utente singolo e licenze "family pack" per un massimo di cinque computer. Per i computer Mac idonei acquistati dopo l'8 giugno 2009, Apple ha offerto un prezzo scontato attraverso il suo programma di "aggiornamento", a condizione che gli ordini dei clienti fossero inviati via fax o con timbro postale entro il 26 dicembre 2009. La versione al dettaglio standalone di Snow Leopard è commercializzata come riservata agli utenti di Mac OS X Leopard, mentre il percorso di aggiornamento consigliato da Apple per Mac OS X Tiger è attraverso il Mac Box Set, che include anche gli aggiornamenti per iLife e iWork.
Sono disponibili tre licenze. Queste licenze differiscono nei requisiti per le versioni preinstallate di Mac OS X:
- Aggiornamento Leopard: richiede che sia già installato Mac OS X Leopard.

Come sottoinsieme dell'aggiornamento Leopard viene menzionata anche la licenza "Aggiornamento Family Pack per Mac OS X Leopard".
- Singolo utente: non pone alcuna restrizione su quale (se presente) versione di Mac OS X dovrebbe essere già installata. Utilizzato per le versioni non di aggiornamento e Mac Box Set di Snow Leopard.

- Family Pack: identico alla licenza singolo utente sotto questo aspetto.

Non è del tutto chiaro quale licenza venga offerta con la versione retail di Snow Leopard. Come notato sopra, il sito web di Apple pubblicizzava questa versione come un "aggiornamento da Mac OS X Leopard per $ 29" e suggerisce ad altri l'aggiornamento utilizzando il Mac Box Set, implicando che la versione al dettaglio autonoma sia una licenza "Aggiornamento Leopard". D'altra parte, alcuni materiali stampa di Apple sembrano indicare che questa versione è, in effetti, la licenza "Singolo utente":
Tuttavia, anche se l'edizione retail di Snow Leopard è in realtà un "Aggiornamento Leopard", la società ha riconosciuto che non esiste alcuna barriera tecnica in quell'edizione che impedisca un aggiornamento diretto da Mac OS X "Tiger".
La licenza di aggiornamento Leopard si applica esplicitamente al programma Up-To-Date (8,95 €) per i Mac acquistati tra l'8 giugno e il 26 dicembre 2009 e i dischi di installazione forniti tramite questo programma sono chiaramente contrassegnati come aggiornamenti a differenza di entrambi delle edizioni al dettaglio.

## Funzionalità introdotte

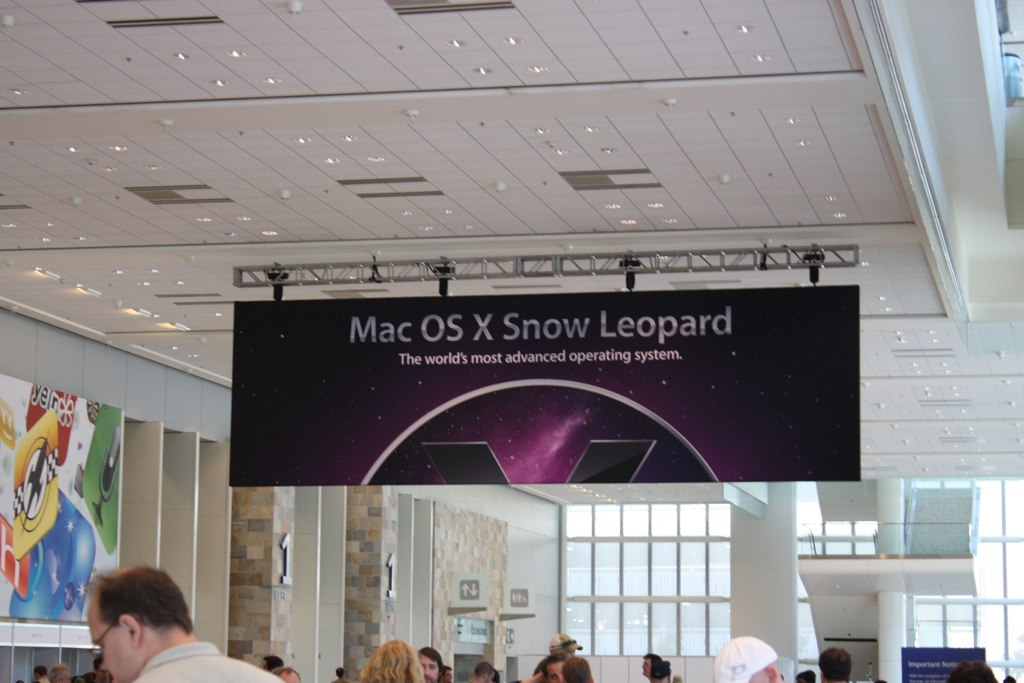
Un banner di Snow Leopard alla WWDC 2009

- Il Mac App Store, un marketplace di applicazioni mobili ispirato a quello già introdotto su iPhone OS 2. È parte dell'aggiornamento 10.6.6.
- Boot Camp ora consente alle partizioni NTFS di leggere e copiare file dalle partizioni HFS Plus. La nuova versione aggiunge anche il supporto per funzionalità avanzate sui display cinematografici e una nuova versione da riga di comando del pannello di controllo del disco di avvio.
- Il Finder è stato completamente riscritto dalle API Carbon a quelle Cocoa, passando ad una programmazione orientata agli oggetti.[17]
- Il sistema operativo occupa meno spazio sul disco rigido, circa 7 GB in meno rispetto alla versione precedente. Parte di essi (~250 MB) sono dovuti ai driver delle stampanti che, invece di essere preinstallati, contiene solo quelli necessari per le stampanti installate e un piccolo sottoinsieme di quelle più diffuse. Molti programmi poi, aggiornati ad una nuova versione, sono stati ottimizzati: Mail consente di risparmiare il 31,7% dello spazio, QuickTime è stato ridotto del 27,6% e la cartella Utility del 23,9% rispetto a Mac OS X Leopard. Questo di riflesso abbatte di circa il 20% il tempo richiesto per l'installazione del sistema operativo (passato da un'ora a poco meno di 10 minuti) e delle migliori performance.[4]
- iChat supporta risoluzioni video più elevate in iChat Theater e richiede una larghezza di banda di caricamento ridotti.
- Mail, Rubrica Indirizzi e iCal introducono il supporto a Microsoft Exchange, tuttavia è compatibile solo con la versione 2007. Per poter far funzionare le versioni precedenti è necessario aggiornarle, altrimenti non funzioneranno ed è necessario utilizzare Microsoft Entourage.
- I trackpad consentono ora di sfruttare il multi-touch anche sui MacBook precedenti a fine 2008.[18] Il MacBook Air di inizio 2008 e altri dispositivi non rilevavano infatti i gesti eseguiti con quattro dita, Snow Leopard ha rimosso questa limitazione.
- Anteprima può rilevare la presenza di paragrafi in un documento PDF.
- QuickTime X è stato completamente riscritto in Cocoa completa a 64 bit integrando tecnologie quali Core Audio, Core Video e Core Animation. È stata riprogettata anche l'interfaccia grafica, molto simile alla visualizzazione a schermo intero delle precedenti versioni, con il video che occupa l'intera finestra e la barra del titolo e i controlli di riproduzione in dissolvenza. QuickTime X supporta anche la tecnologia push per lo streaming tramite HTTP, sfrutta poi ColorSync per la gestione digitale del colore.[19] Se l'hardware lo supporta è poi in grado di sfruttare l'accelerazione hardware per ridurre il carico sul processore, funziona con una scheda grafica nVidia GeForce 9400M, 320M o GT 330M.
- Safari 4 è dotato di Top Sites, Cover Flow, VoiceOver, supporto ampliato degli standard e resistenza agli arresti anomali integrata, che previene gli arresti anomali del browser causati dai plug-in eseguendoli in processi separati.[20] Safari 4 viene distribuito anche tramite Aggiornamento Software su Mac OS X Tiger e Leopard, e viene distribuito anche per Windows XP e versioni successive.[21]
- Time Machine è notevolmente più rapido nella creazione dei backup.
- Utility VoiceOver riceve importanti miglioramenti: viene implementato il multi-touch per il suo controllo (ma solo sui MacBook più recenti), incluso il gesto "rotore" già introdotto sull'iPhone 3GS. Vengono aggiunte poi le Auto Web Spots, aree di una pagina web designate appositamente per garantire l'accessibilità. È migliorato anche il supporto agli schermi Braille, supportando anche le tipologie Bluetooth.[22]

### Perfezionamenti all'interfaccia utente
- I controlli della barra del titolo "a semaforo" ora hanno un aspetto leggermente più chiaro e sono meno spessi rispetto a Leopard.
- Exposé ora permette di visualizzare le finestre suddivise per programma, facendo clic con il tasto sinistro e tenendo premuta la sua icona nel Dock. Le finestre sono disposte secondo un nuovo schema a griglia.
- I menu contestuali delle icone del Dock ora hanno più opzioni e un nuovo aspetto, presentando uno sfondo color carbone semitrasparente e testo bianco.
- È stata aggiunta un'opzione alle preferenze del Finder che consente all'utente di modificare il comportamento di ricerca. È possibile selezionare l'impostazione predefinita per (1) eseguire la ricerca nell'intero computer, (2) eseguire la ricerca solo nella cartella corrente da cui è stata avviata la ricerca oppure (3) eseguire la ricerca in base all'ambito utilizzato in precedenza.
- Le pile del Dock, se visualizzate come griglia, consentono di visualizzare una sottocartella come una nuova pila invece di aprire una nuova finestra del Finder, con una sorta di tunnelling. Se le pile, visualizzate come griglie o elenchi, presentano più elementi di quelli consentiti dalla risoluzione dello schermo viene ora mostrata una barra di scorrimento per la navigazione: Leopard invece mostrava tutte le icone presenti, rimpicciolendole.[23]
- La correzione di gamma è stata portata da 1,8 a 2,2 per soddisfare le esigenze cromatiche dei produttori e dei consumatori di contenuti digitali.[24]
- Consente di ridurre a icona una finestra direttamente dal Dock.[25]
- Il rendering delle anteprime dei file PDF e JPEG è più rapido.[19]
- Durante la ricerca di una WLAN, l'icona della barra dei menu AirPort si anima finché non trova una rete e mostra la potenza della rete delle reti disponibili nel menu a discesa.
- I prefissi per i byte vengono ora utilizzati in senso strettamente decimale (in contrapposizione al loro significato binario) quando descrivono lo spazio su disco, in modo tale che una dimensione del file indicata pari a 1 MB corrisponde a 1 milione di byte, come comunemente utilizzato dai produttori di dischi rigidi.[26]
- Snow Leopard è più veloce nel boot e nell'arresto.[19]

### Nuovi sfondi
Sono disponibili dei nuovi sfondi nelle sottocartelle natura (due dei quali raffigurano un leopardo delle nevi), piante e bianco e nero. Inoltre, ci sono due nuove sottocartelle di sfondi Apple con numerosi sfondi introdotti:
- Arte: Ballerina sul palco, I nottambuli, Papaveri in fiore, Una domenica pomeriggio sull'isola della Grande-Jatte, Suprematismo, La grande onda di Kanagawa e Ninfee.
- Texture: gessato e sari.

Nuovi colori solidi possono essere utilizzati anche come sfondi. C'è un nuovo blu e grigio, così come una solida alga che funge da "carta da parati verde". Anche lo sfondo predefinito Aurora è stato aggiornato, mantenendo però anche la precedente versione rinominata in Aurora Leopard.

## Funzionalità rimosse
- AppleTalk, suite di protocolli di rete introdotta nel 1985, non è più supportata.[27] L'AFP su TCP/IP è ancora supportato in Snow Leopard.
- Non è più possibile cambiare la lingua di un'applicazione utilizzando la finestra di dialogo "Ottieni informazioni" del Finder. Sebbene esistano soluzioni alternative per alcune applicazioni, altre (come Adobe After Effects CS4) non potranno essere eseguite in una lingua diversa da quella selezionata nel sistema[28] senza utilizzare comandi Terminale o software di terze parti. L'opzione per cambiare la lingua per le singole app è stata reintrodotta poi in macOS Catalina nel 2019.[29]
- I codici creatore, metadato che stabilisce per ogni file la corrispondente applicazione con la quale deve essere aperto indipendentemente dalla sua estensione, sono stati sostituiti dagli Uniform Type Identifier.[30]
- Le partizioni HFS (file system antecedente a HFS+) non sono più creabili o modificabili, ma è ancora possibile leggere i dati contenuti al loro interno.

## Tecnologie di sviluppo

### Architettura a 64 bit
Mac OS X Tiger è stata la prima versione a supportare, seppur in modo parziale, le applicazioni 64 bit: Leopard ha poi esteso il supporto ai programmi che sfruttano la maggior parte dei suoi framework e delle sue librerie.
Tutti i software Snow Leopard sono stati riscritti per poter sfruttare l'architettura x86-64 ad eccezione di iTunes, Front Row, Grapher e DVD Player, che verranno eseguite a 32 bit sui processori che non lo supportano.
Anche il kernel di Snow Leopard è stato riscritto sulla nuova architettura, consentendo di poter sfruttare fino a 16 terabyte di RAM. Gli Xserve e i Mac Pro lo sfrutteranno di default; mentre gli iMac e i MacBook Pro possono eseguirlo soltanto in maniera opzionale.
I dispositivi seguenti eseguono o sono in grado di eseguire il kernel a 64 bit:
| Dispositivo                     | Modello                         | 64 bit su versione client | 64 bit su versione server |
| ------------------------------- | ------------------------------- | ------------------------- | ------------------------- |
| Xserve inizio 2008 e successivi | Xserve2,1 e versioni successive | Supportato                | Predefinito               |
| Mac Pro inizio 2008             | MacPro3,1                       | Supportato                | Predefinito               |
| Mac Pro inizio 2009             | MacPro4,1                       | Supportato                | Predefinito               |
| Mac Pro metà 2010               | MacPro5,1                       | Supportato                | Predefinito               |
| MacBook Pro inizio 2008         | MacBookPro4,1                   | Supportato                | Supportato                |
| MacBook Pro fine 2008           | MacBookPro4,1 e 5,1             | Supportato                | Supportato                |
| MacBook Pro inizio 2009         | MacBookPro5,2                   | Supportato                | Supportato                |
| MacBook Pro metà 2009           | MacBookPro5,3 e 5,4 e 5,5       | Supportato                | Supportato                |
| MacBook Pro metà 2010           | MacBookPro6,1 e 6,2 e 7,1       | Supportato                | Supportato                |
| MacBook Pro inizio 2011         | MacBookPro8,1 e 8,2 e 8,3       | Predefinito               | Predefinito               |
| iMac inizio 2006 e successivi   | iMac4,1 e versioni successive   | Supportato                | Supportato                |
| Mac Mini metà 2010              | Macmini4,1                      | Supportato                | Predefinito               |

### Grand Central Dispatch
Grand Central Dispatch ottimizza le prestazioni dei processori multicore, spesso non sfruttate a causa di un'inefficace controllo della concorrenza, mettendo a disposizione delle API che gestiscono il parallelismo a livello di thread introducendo agli sviluppatori il concetto di coda.
Apple ha poi distribuito una nuova estensione per il compilatore Clang relativa ai linguaggi C e Objective-C, denominata Blocks, allo scopo di rendere più semplice la creazione di codice per lo sfruttamento di Grand Central Dispatch.

### OpenCL
OpenCL è un framework che consente di eseguire e sfruttare il GPGPU, ossia lo sfruttamento della GPU per utilizzi differenti da quelli dell'elaborazione grafica.
OpenCL include un linguaggio di programmazione basato su C con una struttura già familiare ai programmatori di macOS, che possono utilizzare gli strumenti di sviluppo Xcode per adattare i propri programmi affinché funzionino con OpenCL, tuttavia soltanto le parti più complesse dell'applicazione necessitano di essere scritte in OpenCL C. OpenCL è uno standard aperto supportato da AMD, Intel e NVIDIA ed è gestito dal Khronos Group.
Ha un funzionamento simile a CUDA di NVIDIA e agli shader DirectX 11 di Microsoft.
Funziona solo con le seguenti GPU: NVIDIA GeForce 320M, GT 330M, 9400M, 9600M GT, 8600M GT, GT 120, GT 130, GTX 285, 8800 GT, 8800 GS, Quadro FX 4800, FX 5600 e ATI Radeon HD 4670, HD 4850, HD 4870, HD 5670, HD 5750, HD 5770, HD 5870, HD 6490M, HD 6750M, HD 6770M, HD 6970M. Se il sistema non possiede una di queste GPU compatibili, il codice OpenCL verrà invece eseguito sulla CPU del sistema.

### Common Unix Printing System
Il Common Unix Printing System (il sistema di stampa utilizzato in molti sistemi operativi Unix-like) è stato aggiornato alla versione 1.4 che fornisce driver migliorati, supporto di rete e a Kerberos insieme a miglioramenti delle prestazioni. CUPS 1.4 è anche la prima implementazione dell'Internet Printing Protocol 2.1.

### Gestione energetica
La gestione energetica è stata migliorata, con l'implementazione di una nuova funzionalità di riattivazione su richiesta supportata sull'hardware Macintosh più recente. Wake on demand sfrutta il servizio proxy di sospensione implementato nei router AirPort e Time Capsule, in modo che il computer possa dormire mentre il router risponde alle query mDNS.Se la richiesta richiede la riattivazione del computer host, il router invia il Wake on LAN necessario al computer dormiente.

## Sicurezza
Apple ha rafforzato la sicurezza informatica del suo sistema operativo implementando la protezione delle pile e creando delle sandbox su componenti come il codec H.264 di QuickTime e i plug-in del browser Safari. Il sistema è poi stato dotato di un antivirus che avvisa l'utente qualora venisse rilevato un malware. La versione 10.6.7 ha portato all'aggiornamento delle definizioni dell'antivirus, uscite in seguito al diffondersi di Mac Defender.
Il ricercatore di sicurezza informatica Charlie Miller ritiene macOS più vulnerabile di Microsoft Windows perché Snow Leopard dispone di una ASLR soltanto parziale, tecnologia che Microsoft aveva implementato già in Windows Vista.
Il browser Safari ha ricevuto importanti aggiornamenti con la versione 6.0 su Lion e Mountain Lion, ma non supportata da Snow Leopard.

## Compatibilità
Snow Leopard ha problemi di compatibilità con le vecchie versioni di alcuni programmi come Parallels Desktop for Mac 3.0, Aperture 2.1.1 e Keynote 2.0.2, Apple stessa ha pubblicato sul suo sito web un elenco di software non compatibili con il sistema operativo.
I driver di stampanti e scanner sviluppati per le versioni precedenti di macOS non sono compatibili con Snow Leopard, durante l'installazione vengono sostituiti con dei driver open source sebbene potrebbero avere delle funzionalità limitate rispetto a quelli nativi. Molti produttori hanno comunque aggiornato i loro driver, venendo distribuiti tramite Aggiornamento Software. Se non è disponibile un driver nativo, Snow Leopard include anche driver open source CUPS e Gutenprint che potrebbero fornire funzionalità limitate.
La versione iniziale 10.6 era affetta da un bug che spesso impediva alle query DNS di restituire indirizzi IPv6. Questo problema è poi stato risolto nella versione 10.6.5.

## Accoglienza
(Tagline di Apple)

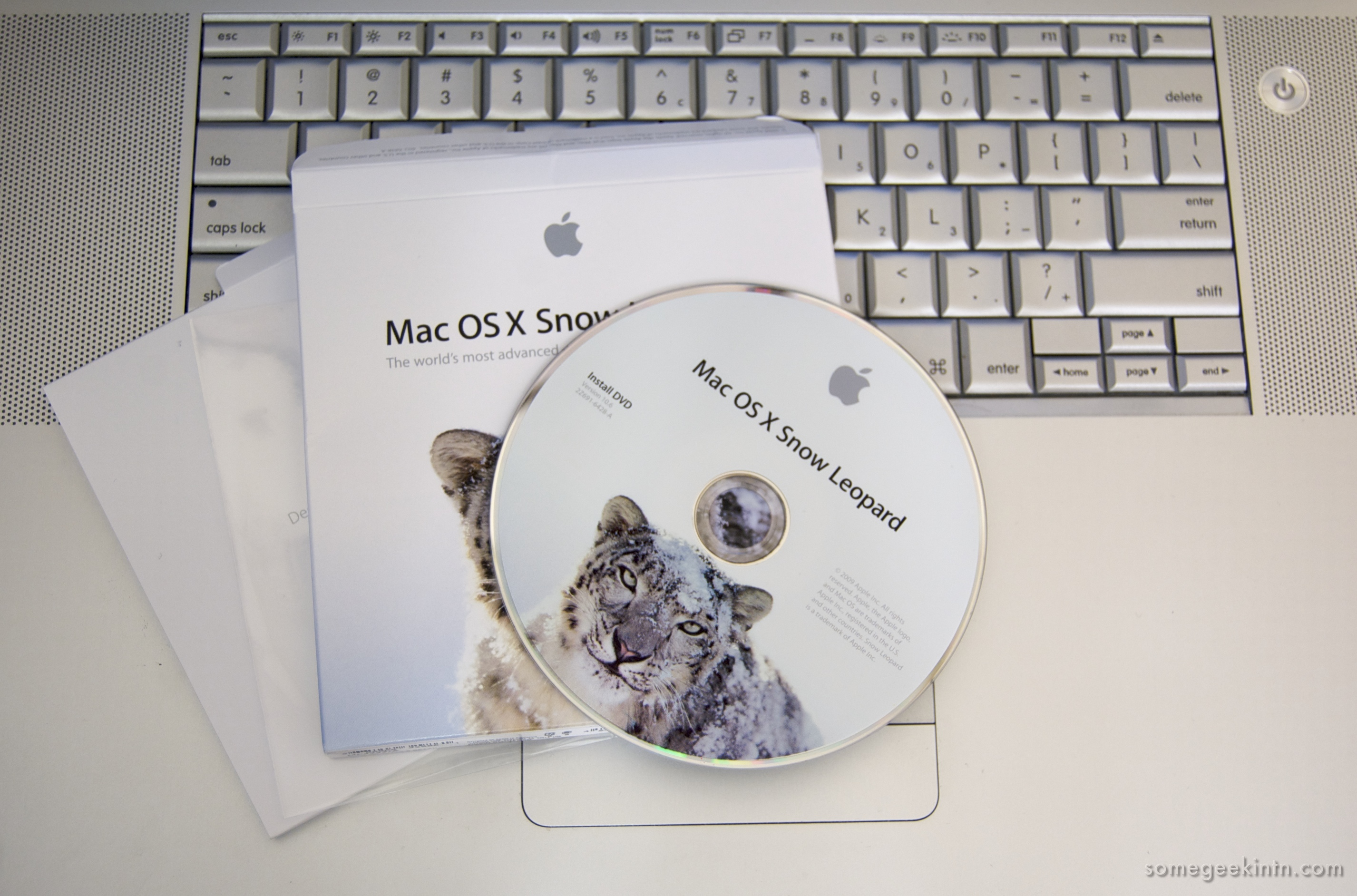
DVD-R DL di installazione

Al lancio, Apple stessa ha dichiarato che Snow Leopard non presenta nuovi importanti cambiamenti visivi. Invece, la versione si concentra sul perfezionamento del sistema operativo per garantire prestazioni migliorate.
È stato reso disponibile per l'acquisto dal sito web di Apple e nei negozi fisici al costo di 29 dollari statunitensi. Conseguentemente all'abbassamento di prezzo, le vendite iniziali di Snow Leopard furono significativamente più alte di quelle delle versioni precedenti, il cui prezzo partiva da 129 dollari, vendendo due milioni di copie in due giorni.
OSNews rileva che Mac OS X Snow Leopard è stato ben accolto dagli utenti.
Engadget ha recensito Snow Leopard sottolineando il calo di prezzo rispetto alle versioni precedenti, da 129 a 29 dollari, ritenendolo dovuto all'assenza di novità visibili all'utente. Ha altresì elogiato i miglioramenti prestazionali del Finder, di iCal, di Mail e delle altre applicazioni.
CNET gli assegna 4 stelle su 5, affermando che "gli utenti Mac Intel apprezzeranno le migliorie di Snow Leopard e il suo supporto a Exchange è un must (soprattutto con Outlook per Mac in arrivo). Con i miglioramenti tecnologici introdotti, Snow Leopard vale i $ 29 richiesti per l'aggiornamento."
SFGate segnala che "il MacBook Pro precaricato con Snow Leopard è una macchina incredibilmente veloce", ma "quando ho provato ad aggiornare uno dei miei vecchi MacBook, è stato un disastro". Ho finito per eseguire il downgrade a Mac OS X Leopard".
L'aggiornamento per singolo utente e i Family Pack di Snow Leopard si sono classificati rispettivamente al 1º e 2º posto nei best seller software di Amazon.com dopo l'annuncio della commercializzazione da parte di Apple.
Testmac.com ha poi segnalato alcune migliorie inaspettate: una nuova versione dell'Assistente Boot Camp (3.0), una migliore ottimizzazione di Aggiornamento Software e dello screencast di QuickTime.
La BBC ha rilevato un bug nelle versioni 10.6 e 10.6.1 di Snow Leopard che, in rari casi e solo se installato come aggiornamento da una precedente versione di macOS, causava la perdita dei dati degli account utente dopo l'utilizzo dell'account ospite. Il bug è stato corretto a partire dalla versione 10.6.2.

## Cronologia delle versioni
Il sistema operativo è stato annunciato dall'allora amministratore delegato di Apple Steve Jobs all'Apple Worldwide Developers Conference il 9 giugno 2008, presentandolo in anteprima gli sviluppatori. L'11 maggio 2009, dopo la build 10A354, Apple ha bloccato il codice delle API di Snow Leopard. È stato presentato lo stesso anno da parte di Craig Federighi.
| Versione | Build   | Uscita            | Versione Darwin | Changelog | Download                                                                                         |
| -------- | ------- | ----------------- | --------------- | --- | ------------------------------------------------------------------------------------------------ |
| 10.6     | 10A432  | 28 agosto 2009    | 10.0            | DVD vendita al dettaglio |                                                                                                  |
| 10.6     | 10A433  | 28 agosto 2009    | 10.0            | Snow Leopard Server, DVD vendita al dettaglio |                                                                                                  |
| 10.6.1   | 10B504  | 10 settembre 2009 | 10.1            | Informazioni sull'aggiornamento Mac OS X v10.6.1. | Mac OS X v10.6.1 - Aggiornamento.                                                                |
| 10.6.2   | 10C540  | 9 novembre 2009   | 10.2            | Informazioni sull'aggiornamento Mac OS X v10.6.2 | Mac OS X v10.6.2 - Aggiornamento combinato.                                                      |
| 10.6.3   | 10D573  | 29 marzo 2010     | 10.3            | Informazioni sul contenuto dell'aggiornamento di sicurezza 2010-002 / Mac OS X v10.6.3. URL consultato il 1º gennaio 2024 (archiviato dall'url originale il 23 gennaio 2012).   | Mac OS X v10.6.3 - Aggiornamento.                                                                |
| 10.6.3   | 10D575  | 1 aprile 2010     | 10.3            | Informazioni sul contenuto dell'aggiornamento di sicurezza 2010-002 / Mac OS X v10.6.3. URL consultato il 1º gennaio 2024 (archiviato dall'url originale il 23 gennaio 2012).   |                                                                                                  |
| 10.6.3   | 10D578  | 13 aprile 2010    | 10.3            | Informazioni sul contenuto dell'aggiornamento di sicurezza 2010-002 / Mac OS X v10.6.3. URL consultato il 1º gennaio 2024 (archiviato dall'url originale il 23 gennaio 2012).   | Mac OS X v10.6.3 v1.1 - Aggiornamento combinato.                                                 |
| 10.6.4   | 10F569  | 15 giugno 2010    | 10.4            | Informazioni sul contenuto dell'aggiornamento di sicurezza 2010-004/Mac OS X v10.6.4. URL consultato il 1º gennaio 2024 (archiviato dall'url originale l'11 ottobre 2011).      | Mac OS X v10.6.4 - Aggiornamento. Mac OS X v10.6.4 - Aggiornamento combinato.                    |
| 10.6.5   | 10H574  | 10 novembre 2010  | 10.5            | Informazioni sul contenuto di Mac OS X v10.6.5 e sull'aggiornamento di sicurezza 2010-007. URL consultato il 1º gennaio 2024 (archiviato dall'url originale l'11 ottobre 2011). | Aggiornamento Mac OS X v10.6.5. Aggiornamento di Mac OS X 10.6.5 combinato.                      |
| 10.6.6   | 10J567  | 6 gennaio 2011    | 10.6            | Informazioni sul contenuto di sicurezza di Mac OS X v10.6.6. URL consultato il 1º gennaio 2024 (archiviato dall'url originale il 10 luglio 2014).                               | Aggiornamento Mac OS X v10.6.6. Aggiornamento di Mac OS X v10.6.6 combinato.                     |
| 10.6.7   | 10J869  | 21 marzo 2011     | 10.7            | Informazioni sul contenuto di Mac OS X v10.6.7 e sull'aggiornamento di sicurezza 2011-001. URL consultato il 1º gennaio 2024 (archiviato dall'url originale il 10 luglio 2014). | Aggiornamento di Mac OS X v10.6.7. Aggiornamento di Mac OS X 10.6.7 combinato.                   |
| 10.6.7   | 10J3250 | 21 marzo 2011     | 10.7            | Informazioni sul contenuto di Mac OS X v10.6.7 e sull'aggiornamento di sicurezza 2011-001. URL consultato il 1º gennaio 2024 (archiviato dall'url originale il 10 luglio 2014). | Aggiornamento Mac OS X 10.6.7 per MacBook Pro (inizio 2011).                                     |
| 10.6.7   | 10J4138 | 4 maggio 2011     | 10.7            | Informazioni sul contenuto di Mac OS X v10.6.7 e sull'aggiornamento di sicurezza 2011-001. URL consultato il 1º gennaio 2024 (archiviato dall'url originale il 10 luglio 2014). | Aggiornamento software 1.4 per MacBook Pro.                                                      |
| 10.6.8   | 10K540  | 23 giugno 2011    | 10.8            | Informazioni sull'aggiornamento Mac OS X v10.6.8 | Aggiornamento Mac OS X v10.6.8 (combinato)                                                       |
| 10.6.8   | 10K549  | 25 luglio 2011    | 10.8            | Informazioni sull'aggiornamento Mac OS X v10.6.8 | Scarica - Aggiornamento Mac OS X v10.6.8 v1.1. Aggiornamento v1.1 di Mac OS X combinato v10.6.8. |

Mac OS X Snow Leopard Server include queste funzionalità e altre specifiche per i server. Apple inizialmente annunciò che Snow Leopard Server avrebbe supportato ZFS, che tuttavia non fu incluso nella versione finale a causa di problemi di licenza.
Il 27 gennaio 2016 Apple ha pubblicato un aggiornamento delle dimensioni di 3,5 MB per Snow Leopard relativo al Mac App Store, allo scopo di continuare a garantire la funzionalità del marketplace e delle applicazioni installate.